# Ismayil Dagistanli
Ismayil Yusif oglu Hajiyev (en azerí: İsmayıl Yusif oğlu Hacıyev; Raión de Qakh, 6 de enero de 1907 – Bakú, 1 de abril de 1980) fue un actor de teatro y de cine de Azerbaiyán, que obtuvo en 1974 la distinción de Artista del Pueblo de la URSS.

## Biografía
Ismayil Dagistanli nació el 6 de enero de 1907 en Qakh.
Inició su carrera como actor en 1925. En 1930 se graduó del colegio de teatro en Bakú (actualmente la Universidad Estatal de Cultura y Arte de Azerbaiyán). Desde 1926 fue actor del Teatro Académico Estatal de Drama de Azerbaiyán.
Entre 1931 y 1933 fue organizador, director y actor del Teatro Dramático de Azerbaiyán en Derbent. En 1936-1937 actuó en el Teatro dramático estatal azerbaiyano de Erévan.
Desde 1940 fue miembro del Partido Comunista de la Unión Soviética. En 1957 se graduó de la facultad de filología de la Universidad Estatal de Bakú. Los últimos años de su vida enseñó en la Universidad Estatal de Cultura y Arte de Azerbaiyán.
Ismayil Dagistanli falleció el 1 de abril de 1980 en Bakú y fue enterrado en el Callejón de Honor.

## Filmografía
- 1941 – “Sabuhi”[3]
- 1942 – “Luchador soviético”
- 1943 – “Submarino T-9”
- 1948 – “Concierto nocturno”
- 1956 – “Las piedras negras”
- 1960 – “Koroglu”
- 1962 – “Gran apoyo”
- 1974 – “Aghasadig Garaybayli”
- 1974 – “Gatir Mammad”

## Premios y títulos
- 1940 - Artista de Honor de la RSS de Azerbaiyán
- 1944 - Medalla por la Defensa del Cáucaso
- 1946 - Medalla por el trabajo valiente en la Gran Guerra Patria 1941-1945
- 1948 – Premio Estatal de la Unión Soviética
- 1949 - Artista del Pueblo de la RSS de Azerbaiyán
- 1949; 1967 – Orden de Lenin
- 1959 – Orden de la Bandera Roja del Trabajo
- 1972 - Premio Estatal de la RSS de Azerbaiyán[4]
- 1974 - Artista del Pueblo de la URSS[5]
- 1977 - Orden de la Amistad de los Pueblos